# Tyson Campbell
Tyson M. Campbell (geboren am 17. März 2000 in Plantation, Florida) ist ein US-amerikanischer American-Football-Spieler auf der Position des Cornerbacks. Er spielte College Football für die University of Georgia und wurde im NFL Draft 2021 in der zweiten Runde von den Jacksonville Jaguars ausgewählt.

## College
Campbell besuchte die American Heritage School in Plantation, Florida. Dort spielte er im Footballteam zusammen mit Patrick Surtain II, der ebenso wie Campbell als einer der besten Cornerbacks seines Highschooljahrgangs galt und es nach einer erfolgreichen College-Karriere für die Alabama Crimson Tide später ebenfalls in die NFL schaffte. ESPN führte Surtain als besten und Campbell als zweitbesten Cornerback des Jahrgangs 2018. Trainiert wurden sie dort von seinem Vater Patrick Surtain Sr., der auch elf Jahre lang in der NFL gespielt hatte.
Ab 2018 ging Campbell auf die University of Georgia, um College Football für die Georgia Bulldogs zu spielen. Er war von Beginn an Starter und erzielte am vierten Spieltag gegen die Missouri Tigers einen Fumble-Return-Touchdown über 64 Yards, verlor aber seine Rolle als Stammspieler nach neun Partien und war in der Folge auch 2019, wobei er mit Verletzungen zu kämpfen hatte, lediglich Rotationsspieler. In der Saison 2020 war er in allen zehn Spielen Starter und verzeichnete seine erste und einzige Interception seiner College-Karriere. Trotz seiner mit insgesamt elf verhinderten Pässen relativ unauffälligen College-Karriere galt Campbell unter anderem aufgrund seiner Qualitäten als guter Tackler als vielsprechendes Talent für den NFL Draft, für den er sich nach der Saison 2020 anmeldete.

## NFL
Campbell wurde im NFL Draft 2021 in der zweiten Runde an 33. Stelle von den Jacksonville Jaguars ausgewählt. Nachdem die Jaguars sich bereits kurz nach Saisonbeginn von C. J. Henderson getrennt hatten, rückte Campbell in die Stammformation auf und bestritt 14 Spiele als Starter. Er verzeichnete 10 verhinderte Pässe und zwei Interceptions, seine erste Interception in der NFL gelang ihm am 12. Spieltag gegen die Atlanta Falcons. Zwei Spiele verpasste Campbell wegen einer Schulterverletzung. In der Saison 2022 bestritt Campbell alle 17 Spiele als Starter, in denen er drei Interceptions fing, 15 Pässe verhinderte und einen defensiven Touchdown nach einem Fumble erzielte. In seinem dritten Jahr in der NFL verpasste Campbell verletzungsbedingt sechseinhalb Spiele. Er verzeichnete in elf Spielen insgesamt 60 Tackles, eine Interception und fünf abgewehrte Pässe. Dabei war Campbell vor allem in den ersten sechs Spielen erfolgreich, bevor er mit Verletzungen zu kämpfen hatte.
Im Juli 2024 einigte sich Campbell mit den Jaguars auf eine Vertragsverlängerung um vier Jahre im Wert von 76,5 Millionen US-Dollar.

### NFL-Statistiken
| Saison                             | Saison | Spiele | Spiele      | Tackles | Tackles | Tackles | Tackles | Interceptions | Interceptions | Interceptions | Interceptions | Interceptions | Fumbles | Fumbles | Fumbles |
| Jahr                               | Team   | Spiele | als Starter | Gesamt  | Solo    | Ast     | Sacks   | PD            | INT           | Yds           | Lng           | TD            | FF      | FR      | TD      |
| ---------------------------------- | ------ | ------ | ----------- | ------- | ------- | ------- | ------- | ------------- | ------------- | ------------- | ------------- | ------------- | ------- | ------- | ------- |
| 2021                               | JAX    | 15     | 14          | 73      | 49      | 24      | 0,0     | 10            | 2             | 3             | 3             | 0             | 0       | 0       | 0       |
| 2022                               | JAX    | 17     | 17          | 70      | 55      | 15      | 0,0     | 15            | 3             | 32            | 29            | 0             | 1       | 2       | 1       |
| 2023                               | JAX    | 11     | 11          | 60      | 41      | 19      | 0,0     | 5             | 1             | 0             | 0             | 0             | 1       | 0       | 0       |
| 2024                               | JAX    | 12     | 12          | 59      | 42      | 17      | 0,0     | 6             | 0             | 0             | 0             | 0             | 0       | 0       | 0       |
| Gesamt                             | Gesamt | 55     | 54          | 262     | 187     | 75      | 0,0     | 36            | 6             | 35            | 29            | 0             | 2       | 2       | 1       |
| Quelle: pro-football-reference.com |        |        |             |         |         |         |         |               |               |               |               |               |         |         |         |